# Stamnodes eurypepla
Stamnodes eurypepla là một loài bướm đêm trong họ Geometridae.